# Arnaud Josserand
Arnaud Josserand, est un ancien joueur désormais entraîneur français de volley-ball né le 25 septembre 1963 à Nancy (Meurthe-et-Moselle). Il mesure 1,98 m et jouait central. Il totalise 180 sélections en équipe de France.
Il a été l'entraineur-adjoint de Laurent Tillie en équipe de France de juin 2012 à août 2021. Le 7 août 2021 l'équipe de France remporte les Jeux Olympiques.
Arnaud est le père de Théo Josserand, joueur du Montpellier UC.

## Clubs (joueur)
| Club                  | Pays   | De                  | À                                 |
| --------------------- | ------ | ------------------- | --------------------------------- |
| COS Villers-lès-Nancy | France | 1978 (cadet 1 et 2) | 1981 (junior et senior surclassé) |
| US Vandœuvre          | France |                     | 1984-1985                         |
| AMSL Fréjus           | France | 1985-1986           | 1987-1988                         |
| AS Cannes             | France | 1988-1989           | 1988-1989                         |
| AMSL Fréjus           | France | 1989-1990           | 1990-1991                         |
| JSA Bordeaux          | France | 1991-1992           | 1991-1992                         |
| Nice Volley-Ball      | France | 1992-1993           | 1996-1997                         |

## Clubs (entraîneur)
| Club             | Pays   | De        | À         | Qualité                 |
| Nice Volley-Ball | France | 1997-1998 | 2000-2001 | directeur technique     |
| AS Cannes        | France | 2001-2002 | 2005-2006 | adjoint/manager général |
| Montpellier UC   | France | 2006-2007 | 2011-2012 | Principal               |
| Équipe de France | France | 2012-2012 | 2021-2021 | Adjoint                 |
| AS Cannes        | France | 2016-2017 | ...       | Principal               |

## Palmarès (joueur)
- Ligue des champions
  - Finaliste : 1990
- Championnat de France (2)
  - Vainqueur : 1987, 1988
  - Finaliste : 1986, 1990
- Coupe de France (2)
  - Vainqueur : 1986, 1987
  - Finaliste : 1988

## Palmarès (entraîneur)
- Coupe de France
  - Finaliste : 2008, 2010

## Distinctions
- Citoyen d'honneur de la Ville de Cannes le 11 août 2021[2]